# Boris Škanata
Boris Škanata   (Tivat, 18 de maig de 1927 - Ruma, 20 d'octubre de 1962) fou un nedador montenegrí, especialista en esquena, que va competir sota bandera iugoslava durant les dècades de 1940 i 1950.
El 1952 va prendre part en els Jocs Olímpics d'Estiu de Hèlsinki, on fou setè en els 100 metres esquena del programa de natació. En el seu palmarès destaca una medalla de bronze al Campionat d'Europa de natació de 1950.
Škanata va morir en un accident de cotxe el 20 d'octubre de 1962 al quilòmetre 25 de l'Autopista Fraternitat i Unitat entre Belgrad i Zagreb. En el mateix accident també van morir els futbolistes del FK Partizan Čedomir Lazarević i Bruno Belin i Vladimir Josipović, del Radnički.